# 麥卡利斯特 (蒙大拿州)
麥卡利斯特（英語：McAllister）是位於美國蒙大拿州麥迪遜縣的普查規定居民點。

## 歷史
麥卡利斯特的郵局自1902年營運至今。

## 人口
根據2020年美國人口普查的數據，麥卡利斯特的面積為5.88平方千米，皆為陸地。當地共有人口278人，而人口密度為每平方千米47.28人。